# Jalna (mini-série)
Pour les articles homonymes, voir Jalna.
Jalna est une mini-série française et québécoise réalisée par Philippe Monnier sur un scénario de Daniel Gallinaro et Jean-Pierre d'Itri inspirée de la série des Jalna de Mazo De la Roche. En France, elle a été diffusée en huit épisodes de 90 minutes à partir du 27 juin 1994 sur France 2 et au Canada en quatorze épisodes de 55 minutes diffusée entre le 6 septembre et le 6 décembre 1995 à la Télévision de Radio-Canada, et de 1995 et 1996 sur le réseau Global.

## Synopsis
Cette mini-série met en scène la vie de la famille Whiteoak à travers quatre générations, depuis le mariage du capitaine Philippe Whiteoak et d'Adeline Court au milieu du XIXe siècle jusqu'au centenaire de leur bien-aimé domaine de Jalna.
Venant des Indes (de la garnison Jalna) où il était officier hussard dans l'armée britannique, après avoir hérité d'un oncle d'une maison à Québec, Philippe Whiteoak s'est installé avec sa femme Adeline dans le grand nord canadien sur l'invitation d'un ami à l'époque, où, aux États-Unis, la Guerre de Sécession fait rage. Dans ces étendues sauvages, ils ont fondé le domaine de Jalna, regroupant de vastes terres cultivables et des forêts immenses autour d'une belle et grande demeure victorienne.
Quand Philippe meurt, Adeline, à l'aube de ses cent ans, devient la matriarche de la grande maison et sa mémoire vivante… Autour d'elle, ses petits enfants : Meg, Renny, Eden, Pierre (Piers dans les romans), Finch et Benjamin (Wakefield dans les romans.) Il y a aussi Maurice, fils unique de Robert Vaughan, voisin et ami des Whiteoak.
Adeline a de grands projets secrets : regrouper ses terres et celles de son voisin en faisant s'aimer le jeune homme et sa petite fille Meg, mais les choses ne sont pas si simples…

## Distribution
- Danielle Darrieux : Adeline Whiteoak
- Catherine Mouchet : Meg Whiteoak
- Jacques Bonnaffé : Maurice Vaughan
- Serge Dupire : Renny Whiteoak
- Bernard Freyd : Nicolas Whiteoak
- Philippe Laudenbach : Ernest Whiteoak
- Sylvie Granotier : Marie
- Victor Garrivier : Robert Vaughan
- Benoît Magimel : Eden Whiteoak
- Florence Pernel : Elise et Molly
- Sonia Vollereaux : Cathy
- Grégoire Colin : Finch Whiteoak
- Sagamore Stévenin : Pierre Whiteoak
- Florence Darel : Faisane Vaughan
- Manuela Gourary : Madame Colby
- Eloi Casali : Finch Whiteoak (10 ans)
- Jean-Michel Leray : Pierre Whiteoak (14 ans)
- Delphine Hivernet : Faisane Vaughan (12 ans)
- Mireille Deyglun : Hélène Archer
- Thibault de Montalembert : Arthur Leight
- Catherine Sénart : Elvira Gray
- Jacques Lavallée

## Générique
La chanson du générique est interprétée par Liane Foly : Jalna

## Récompenses
- Sept d'or 1995 : Meilleur feuilleton
- Sept d'or 1995 : Meilleure comédienne pour Danielle Darrieux

## Commentaire
Une série télévisée en treize épisodes a été produite dans le canada anglophone et diffusée en 1972 sur le réseau CBC sous le titre The Whiteoaks of Jalna (en), doublé en français et diffusée à l'hiver 1975 à Radio-Canada sous le titre Jalna.